# ニュースジャストN
ニュース ジャストN（ニュースジャストエヌ）は、群馬テレビで2003年2月3日より2009年4月3日まで放映されていた平日夕方のニュースワイドである。この項では『GTVニュース・ジャストナウ』についても紹介する。後番組は『ニュースジャスト6』。

## 概要
元々群馬テレビでは開局当初から、夕方の18時から18時45分に基幹ワイドニュース番組「GTVニュース600」と題して、県内のニュースを中心に、県内在住の有識者・有名人などをゲストに迎えたトークコーナー、農産物市況、市町村便りなどを放送していたが、1990年代からは平日の夕方17:45-18:15に『GTVニュース・ジャストナウ』として30分番組に縮小。更にそれを再び1時間（後50分）に拡大し、群馬県内で起きたその日の出来事や話題についてよりきめ細かく伝えた。Nはジャストナウの「NOW」を縮小した形によるもの

## 放送時間
いずれも月曜から金曜（祝日も放送）
| 期間    | 期間    | 放送時間              |
| ------- | ------- | --------------------- |
| 2003.02 | 2007.03 | 17:30 - 18:30（60分） |
| 2007.04 | 2009.04 | 18:00 - 18:50（50分） |

- 例外としてGTVプロ野球スタジアム(2007年度まではダッシュ60 ジャイアンツナイター　2008年まで)が放送される日（日本テレビとのトップ&リレー　4-10月）は17:30 - 18:00を前編、19:00 - 19:30を後編として送っていた。

## 最終回当時の司会
- 山田浩史（月・火担当）
- 吉田学（水・木・金担当）
- 根岸麻衣子

## 主なコーナー
- 県内今日のニュース
- マンデースポーツ（県内スポーツ情報。三洋電機ワイルドナイツ、ザスパ草津、アルテ高崎、群馬ダイヤモンドペガサス等が総登場）
- ピックアップぐんま（県内で行われていることなどを紹介する、特集コーナー。）
- 全国ニュース (報道部ブースから放送。（協力・共同通信社・讀賣新聞）メイン担当は蛭間まゆみ、他群馬テレビアナウンサーが担当することもある。)